# Тиоантимонит серебра
Тиоантимонит серебра — неорганическое соединение,
соль серебра и тиосурьмянистой кислоты
с формулой Ag3SbS3,
красные кристаллы,
не растворяется в воде.

## Получение
- В природе встречается минерал пираргирит — Ag3SbS3 с примесями As [1].

## Физические свойства
Тиоантимонит серебра образует красные кристаллы
тригональной сингонии, пространственная группа R 3c, параметры ячейки a = 1,103 нм, c = 0,872 нм, Z = 6.
Не растворяется в воде.